# 全国通信用機器材工業協同組合
全国通信用機器材工業協同組合（ぜんこくつうしんようききざいこうぎょうきょうどうくみあい）は、情報通信機器材の製造業者により構成される日本の事業協同組合である。略称は全通協（ぜんつうきょう）。

## 概要
- 事務局 - 東京都中央区東日本橋2-16-4 NSビル3F
- 理事長 - 椎名　吉夫
- 組合員数：75社（2020年8月現在[1]）

## 沿革

### 全国通信線路用機器材工業協同組合
- 1981年（昭和56年） - 設立[2]。

### 通信機器工業協同組合
- 1988年（昭和63年）4月 - 設立[3]。

### 全国通信用機器材工業協同組合
- 2001年（平成13年）2月1日 - 全国通信線路用機器材工業協同組合、全国通信用屋内外線協同組合、通信機器工業協同組合等の統合により、全国通信用機器材工業協同組合設立。

## 事業概要
- 通信用機器材の共同受注
- 通信用機器材の共同研究及び技術開発
- 組合員の事業に関する情報の提供、調査・研究
- 通信用機器材の広告宣伝、市場開拓

## 活動指針
- 良いものを
  - 施工性・保守性を考慮した製品の開発・改善
- 納得いただける価格で
  - 製品・製造技術の開発・改善による価格低減
- ご希望時に
  - お客様のニーズに応える製品の安定供給
- 安心してお使い頂く
  - 安定した品質を保証する徹底した品質管理

## 取扱製品
- 光ブロードバンド関連製品
  - ユーザシステム
  - アクセスシステム
  - ネットワークシステム
  - 測定器・工具類
- メタル（通信用電線）関連製品
  - ユーザシステム
  - アクセスシステム
  - ネットワークシステム

NTT東日本・NTT西日本の仕様書記載物品が主である。